# Estación de Gurutzeta/Cruces
Gurutzeta/Cruces es una estación del Metro de Bilbao, la última de la Línea 2 antes de su conexión con la Línea 1 en la estación de San Ignazio, en Bilbao. Este tramo es el más largo entre dos estaciones subterráneas del metro de Bilbao, con una duración de 4 minutos, atravesando la ría de Bilbao.
La estación de Gurutzeta/Cruces está situada en el barrio homónimo, municipio de Baracaldo y junto al Hospital de Cruces, al que da servicio. Fue inaugurada el 13 de abril del 2002.
Su tarifa corresponde a la zona 2. 
Desde el 27 de marzo de 2015, la estación dispone de un servicio de Wi-fi gratuito, ofrecido por la empresa WifiNova.

## Accesos
- Cruces - Hospital (salida Cruces)
- Calle Llano (salida Llano)
- Calle Balejo

### Accesos nocturnos
- Cruces - Hospital (salida Cruces)
- Calle Balejo

## Conexiones
- Bizkaibus
- Encartaciones S.A.